# Trebania
Trebania es un género de polillas perteneciente a la familia de los pirálidos, descrito por primera vez por George Francis Hampson habiendo sido descrita en 1906, con distribución en Asia. Es un género bastante aislado, es decir, que consiste en pocas especies relacionadas estructural o filogenéticamente. 

## Descripción
Son especies con la probóscide bien desarrollada, los palpos ligeramente curvada hacia abajo, de aproximadamente tres veces la longitud de la cabeza, y con una gruesa franja de pelos iridiscentes curvados hacia abajo que nacen de un surco en la cara interna. Las antenas de la hembra casi simples y las tibias moderadamente pilosas.

## Especies
Sólo se han descrito tres especies pertenecientes a este género en el mundo y sólo una en Japón.

| Trebania | \| \| T. flavifrontalis Leech, 1889 \| \| \| \| \| \| T. glaucinalis Hampson, 1906 \| \| \| \| \| \| T. muricolor Hampson, 1896 \| \| \| \| |
|          | \| \| T. flavifrontalis Leech, 1889 \| \| \| \| \| \| T. glaucinalis Hampson, 1906 \| \| \| \| \| \| T. muricolor Hampson, 1896 \| \| \| \| |
|          | T. flavifrontalis Leech, 1889 |
|          | |
|          | T. glaucinalis Hampson, 1906 |
|          | |
|          | T. muricolor Hampson, 1896 |
|          | |